# طواف فين 2022
طواف فين 2022 (بالدنماركية: Fyen Rundt 2022)‏ هو سباق دراجات هوائية من فئة سباق يوم واحد، وهو الموسم 111 من فيين روندت ‏، وأقيم في 22 مايو 2022 ضمن سباقات طواف أوروبا للدراجات 2022، وشارك فيه 174 متسابقاً.
فاز بالمركز الأول مادس بيدرسن، وبالمركز الثاني Elmar Reinders ‏، وبالمركز الثالث Sebastian Kolze Changizi ‏.

## الفرق
| فريق برو- أونو اكس برو سايكلنج تيم 2022 ‏ فرق قارية (13)- Parkhotel Valkenburg CT ‏ - توبفوركس لابيير ‏ - Diftar Continental Cyclingteam ‏ - بي إتش إس - بل بيتون بورنهولم 2022 ‏ - كولوكويك 2022 ‏ - دوكلا بانسكا بيستريتسا ‏ - Mazowsze Serce Polski ‏ - Kaunas Cycling Team ‏ - موتالا سيرنك أليبايك 2022 ‏ - ريستورانت سوري كارل راس 2022 ‏ - فريق ريوال للدراجات 2022 ‏ - Team Skyline ‏ - Voltas Cycling Team ‏ فريق وطني- فريق الدنمارك لركوب الدراجات للرجال 2022 ‏ فرق نخبة (8)- Herning CK Elite Biemme Danmark ‏ - Bache-JS.dk ‏ - CO:PLAY-Giant Store ‏ - Georg Berg ‏ - Give Elementer ‏ - IBT-BH Carl Ras ‏ - Nyt Syn powered by Fialla ‏ - Sparekassen Danmark Aalborg ‏ فرق دراجات هواة (3)- Team SmartDry‏ - The Cycling Academy Race Team‏ - Tønsberg CK Elite‏ فرق أندية الدراجات (2)- Team Kjekkas Elite‏ - WPGA Amsterdam Racing Academy‏ |  |
| |  |

## المشاركون
| أونو-إكس موبيليتي ‏ UXT | أونو-إكس موبيليتي ‏ UXT  | أونو-إكس موبيليتي ‏ UXT |
| ---------------------- | ----------------------- | ---------------------- |
| م                      | عداء                    | مرتبة                  |
| 1                      | Jacob Hindsgaul Madsen ‏ | 11                     |
| 2                      | Fredrik Dversnes ‏       | 31                     |
| 3                      | Morten Hulgaard ‏        | 72                     |
| 4                      | William Blume Levy ‏     | 87                     |
| 5                      | لاسي نورمان هانسن       | 17                     |
| 6                      | Kristian Kulset ‏        | 131                    |

| فريق الدنمارك لركوب الدراجات للرجال 2022 ‏ DEN | فريق الدنمارك لركوب الدراجات للرجال 2022 ‏ DEN | فريق الدنمارك لركوب الدراجات للرجال 2022 ‏ DEN |
| --------------------------------------------- | --------------------------------------------- | --------------------------------------------- |
| م                                             | عداء                                          | مرتبة                                         |
| 21                                            | مادس بيدرسن                                   | 1                                             |
| 22                                            | Mathias Norsgaard ‏                            | 32                                            |
| 23                                            | Johan Price-Pejtersen ‏                        | 79                                            |
| 24                                            | Mattias Nordal ‏                               | 61                                            |
| 25                                            | Kasper Andersen (cyclist) ‏                    | 82                                            |
| 26                                            | Tobias Lund Andresen ‏                         | 130                                           |

| كولوكويك للدراجات ‏ TCQ | كولوكويك للدراجات ‏ TCQ    | كولوكويك للدراجات ‏ TCQ |
| ---------------------- | ------------------------- | ---------------------- |
| م                      | عداء                      | مرتبة                  |
| 31                     | Sebastian Kolze Changizi ‏ | 3                      |
| 32                     | Oliver Søndergaard ‏       | 134                    |
| 33                     | Simon Bak ‏                | 19                     |
| 34                     | ماتياس مالمبيرغ ‏          | 75                     |
| 35                     | Lukas Lund Sørensen ‏      | لم يبدأ                |
| 36                     | مادس أندرسن ‏              | لم يبدأ                |

| بي إتش إس - بل بيتون بورنهولم ‏ BPC | بي إتش إس - بل بيتون بورنهولم ‏ BPC | بي إتش إس - بل بيتون بورنهولم ‏ BPC |
| ---------------------------------- | ---------------------------------- | ---------------------------------- |
| م                                  | عداء                               | مرتبة                              |
| 41                                 | Frederik Irgens Jensen ‏            | 27                                 |
| 42                                 | Mads Rahbek ‏                       | 46                                 |
| 43                                 | Rasmus Søjberg Pedersen ‏           | 14                                 |
| 44                                 | Nikolaj Mengel ‏                    | 58                                 |
| 45                                 | Sebastian Ryttersgaard ‏            | 20                                 |
| 46                                 | Emil Schandorff Iwersen ‏           | 54                                 |

| ريستورانت سوري كارل راس ‏ GSH | ريستورانت سوري كارل راس ‏ GSH | ريستورانت سوري كارل راس ‏ GSH |
| ---------------------------- | ---------------------------- | ---------------------------- |
| م                            | عداء                         | مرتبة                        |
| 51                           | ماثياس لارسن ‏                | 4                            |
| 52                           | Tobias Kongstad ‏             | 64                           |
| 53                           | Rasmus Bøgh Wallin ‏          | 34                           |
| 54                           | Magnus Bak Klaris ‏           | لم يكمل السباق               |
| 55                           | Christian Lindquist ‏         | 9                            |
| 56                           | Oliver Knudsen ‏              | 51                           |

| فريق ريوال للدراجات ‏ RIW | فريق ريوال للدراجات ‏ RIW | فريق ريوال للدراجات ‏ RIW |
| ------------------------ | ------------------------ | ------------------------ |
| م                        | عداء                     | مرتبة                    |
| 61                       | Martijn Budding ‏         | 12                       |
| 62                       | Elmar Reinders ‏          | 2                        |
| 63                       | Alexander Salby ‏         | 65                       |
| 64                       | Søren Vosgerau ‏          | لم يبدأ                  |
| 65                       | Morten Nørtoft ‏          | 44                       |
| 66                       | Kasper Viberg Søgaard ‏   | لم يبدأ                  |

| Team Skyline ‏ TSL | Team Skyline ‏ TSL | Team Skyline ‏ TSL |
| ----------------- | ----------------- | ----------------- |
| م                 | عداء              | مرتبة             |
| 71                | Wolfgang Brandl ‏  | 28                |
| 72                | Clayton Travis‏    | 56                |
| 73                | Joseph Lupien‏     | 111               |
| 74                | René Corella ‏     | لم يكمل السباق    |
| 75                | Nick Kleban‏       | 47                |
| 76                | Trevor August‏     | 109               |

| Kaunas Cycling Team ‏ KCC | Kaunas Cycling Team ‏ KCC | Kaunas Cycling Team ‏ KCC |
| ------------------------ | ------------------------ | ------------------------ |
| م                        | عداء                     | مرتبة                    |
| 81                       | Venantas Lašinis ‏        | 25                       |
| 82                       | Aristidas Kelmelis‏       | لم يكمل السباق           |
| 83                       | Mantas Balčiūnas‏         | 125                      |
| 84                       | Gustas Raugala ‏          | 113                      |
| 85                       | Artūras Kazakevičius‏     | 126                      |
| 86                       | Martynas Tomkus‏          | لم يكمل السباق           |

| موتالا سيرنك أليبايك ‏ MSA | موتالا سيرنك أليبايك ‏ MSA | موتالا سيرنك أليبايك ‏ MSA |
| ------------------------- | ------------------------- | ------------------------- |
| م                         | عداء                      | مرتبة                     |
| 91                        | Jacob Ahlsson ‏            | 119                       |
| 92                        | Filip Mård ‏               | 121                       |
| 93                        | Lukas Vernersson ‏         | 45                        |
| 94                        | Linus Kvist ‏              | 69                        |
| 95                        | Hugo Lennartsson ‏         | لم يكمل السباق            |
| 96                        | Samuel Lord‏               | 115                       |

| Mazowsze Serce Polski ‏ MSP | Mazowsze Serce Polski ‏ MSP  | Mazowsze Serce Polski ‏ MSP |
| -------------------------- | --------------------------- | -------------------------- |
| م                          | عداء                        | مرتبة                      |
| 101                        | Piotr Brożyna ‏              | 36                         |
| 102                        | Marcin Budziński (cyclist) ‏ | 6                          |
| 103                        | Tomasz Budziński ‏           | 29                         |
| 104                        | Mateusz Gajdulewicz ‏        | 48                         |
| 105                        | Kacper Gieryk ‏              | لم يكمل السباق             |
| 106                        | Adam Stachowiak (cyclist) ‏  | 103                        |

| Parkhotel Valkenburg CT ‏ ABC | Parkhotel Valkenburg CT ‏ ABC | Parkhotel Valkenburg CT ‏ ABC |
| ---------------------------- | ---------------------------- | ---------------------------- |
| م                            | عداء                         | مرتبة                        |
| 111                          | Luke Verburg‏                 | 67                           |
| 112                          | Joren Bloem ‏                 | 7                            |
| 113                          | Mel van der Veekens ‏         | لم يبدأ                      |
| 114                          | كالوم مكليود‏                 | 62                           |
| 115                          | Lars Loohuis‏                 | 15                           |
| 116                          | Mike Schuch‏                  | 24                           |

| توبفوركس لابيير ‏ ATT | توبفوركس لابيير ‏ ATT | توبفوركس لابيير ‏ ATT |
| -------------------- | -------------------- | -------------------- |
| م                    | عداء                 | مرتبة                |
| 121                  | Jiří Petruš‏          | لم يبدأ              |
| 122                  | Petr Klabouch‏        | 50                   |
| 123                  | Miká Heming ‏         | 84                   |
| 124                  | Matěj Stránský ‏      | 39                   |
| 125                  | Matúš Štoček ‏        | 78                   |
| 126                  | Tomáš Bárta ‏         | 49                   |

| Team Kjekkas Elite‏ ___ | Team Kjekkas Elite‏ ___ | Team Kjekkas Elite‏ ___ |
| ---------------------- | ---------------------- | ---------------------- |
| م                      | عداء                   | مرتبة                  |
| 131                    | Anders Bjørgeengen‏     | 110                    |
| 132                    | Jørgen Korstad‏         | 122                    |
| 133                    | Kristian Klevgård ‏     | 16                     |
| 134                    | Kristoffer Skjerping ‏  | 93                     |
| 135                    | Magnus Frydenlund ‏     | لم يبدأ                |

| Diftar Continental Cyclingteam ‏ ALQ | Diftar Continental Cyclingteam ‏ ALQ | Diftar Continental Cyclingteam ‏ ALQ |
| ----------------------------------- | ----------------------------------- | ----------------------------------- |
| م                                   | عداء                                | مرتبة                               |
| 141                                 | Tim Bierkens‏                        | 95                                  |
| 142                                 | Mike Bronswijk‏                      | 18                                  |
| 143                                 | Aden Paterson‏                       | 23                                  |
| 144                                 | Lars Rouffaer ‏                      | 66                                  |
| 145                                 | Mike Vliek‏                          | 70                                  |
| 146                                 | Lars van Uum‏                        | 91                                  |

| Voltas Cycling Team ‏ VCT | Voltas Cycling Team ‏ VCT | Voltas Cycling Team ‏ VCT |
| ------------------------ | ------------------------ | ------------------------ |
| م                        | عداء                     | مرتبة                    |
| 151                      | Darijus Džervus ‏         | 125                      |
| 152                      | Jokūbas Zdanevičius‏      | 118                      |
| 153                      | Mindaugas Striška ‏       | لم يكمل السباق           |
| 154                      | Edgaras Kovaliovas ‏      | لم يكمل السباق           |
| 155                      | Mantas Staliūnas‏         | 92                       |

| دوكلا بانسكا بيستريتسا ‏ DKB | دوكلا بانسكا بيستريتسا ‏ DKB | دوكلا بانسكا بيستريتسا ‏ DKB |
| --------------------------- | --------------------------- | --------------------------- |
| م                           | عداء                        | مرتبة                       |
| 161                         | Samuel Tuka‏                 | 88                          |
| 162                         | مارتن هارينغ ‏               | 128                         |
| 163                         | Patrik Tybor ‏               | 117                         |
| 164                         | Lukáš Kubiš ‏                | 10                          |
| 165                         | Adam Foltán ‏                | 63                          |
| 166                         | Pavol Rovder‏                | 132                         |

| Team Nyt Syn powered by Fialla ‏ ___ | Team Nyt Syn powered by Fialla ‏ ___ | Team Nyt Syn powered by Fialla ‏ ___ |
| ----------------------------------- | ----------------------------------- | ----------------------------------- |
| م                                   | عداء                                | مرتبة                               |
| 171                                 | راسموس بيدرسن                       | 53                                  |
| 172                                 | Arne Birkemose ‏                     | لم يبدأ                             |
| 173                                 | Ian Millennium‏                      | 129                                 |
| 174                                 | Silas Bolund Falkø‏                  | 133                                 |
| 175                                 | Bjørn Andreassen ‏                   | 81                                  |
| 176                                 | Emil Tønnesen‏                       | 90                                  |

| Team Sparekassen Danmark Aalborg ‏ ___ | Team Sparekassen Danmark Aalborg ‏ ___ | Team Sparekassen Danmark Aalborg ‏ ___ |
| ------------------------------------- | ------------------------------------- | ------------------------------------- |
| م                                     | عداء                                  | مرتبة                                 |
| 181                                   | Jacob Gye Madsen ‏                     | 94                                    |
| 182                                   | William Wisholm ‏                      | 8                                     |
| 183                                   | Dennis Lock ‏                          | 86                                    |
| 184                                   | Morten Gadgaard ‏                      | لم يكمل السباق                        |
| 185                                   | Oscar Munk-Olsen ‏                     | 41                                    |
| 186                                   | Thomas Koldkjær Decker‏                | 71                                    |

| Herning CK Elite Biemme Danmark ‏ ___ | Herning CK Elite Biemme Danmark ‏ ___ | Herning CK Elite Biemme Danmark ‏ ___ |
| ------------------------------------ | ------------------------------------ | ------------------------------------ |
| م                                    | عداء                                 | مرتبة                                |
| 191                                  | Andreas Brandt Aidel ‏                | 38                                   |
| 192                                  | Nicolai Bujakewitz Kristensen‏        | 55                                   |
| 193                                  | Jonas Nordal Jakobsen‏                | 68                                   |
| 194                                  | Daniel Lyhne ‏                        | 97                                   |
| 195                                  | Carl Voldbjerg‏                       | لم يكمل السباق                       |
| 196                                  | Jonas Birk Madsen‏                    | 42                                   |

| CO:PLAY-Giant Store ‏ ___ | CO:PLAY-Giant Store ‏ ___ | CO:PLAY-Giant Store ‏ ___ |
| ------------------------ | ------------------------ | ------------------------ |
| م                        | عداء                     | مرتبة                    |
| 201                      | Mikkel Øritsland ‏        | 59                       |
| 202                      | Daniel Lemvig Lond ‏      | 37                       |
| 203                      | Emil Hyllested‏           | 104                      |
| 204                      | Mathias Matz ‏            | 35                       |
| 205                      | Jaspar Lonsdale ‏         | 96                       |
| 206                      | Kristian Siig Hessel‏     | 85                       |

| Georg Berg ‏ ___ | Georg Berg ‏ ___        | Georg Berg ‏ ___ |
| --------------- | ---------------------- | --------------- |
| م               | عداء                   | مرتبة           |
| 211             | Oskar Winkler ‏         | 112             |
| 212             | Magnus Bächler ‏        | 40              |
| 213             | Niklas Hornshøj‏        | لم يكمل السباق  |
| 214             | Jacob Schebye ‏         | 26              |
| 215             | Mads Schelde Berg ‏     | لم يكمل السباق  |
| 216             | Anders Bjørn Jørgensen‏ | 127             |

| IBT-BH Carl Ras ‏ ___ | IBT-BH Carl Ras ‏ ___    | IBT-BH Carl Ras ‏ ___ |
| -------------------- | ----------------------- | -------------------- |
| م                    | عداء                    | مرتبة                |
| 221                  | Frederik Thomsen ‏       | 74                   |
| 222                  | Marckus Njor ‏           | 77                   |
| 223                  | Sebastian Andreasson ‏   | 60                   |
| 224                  | Kasper Due Kaspersen‏    | 89                   |
| 225                  | Nicholas Thorøe-Hansen ‏ | 76                   |
| 226                  | Thorolf Rønhede‏         | 116                  |

| Bache-JS.dk ‏ ___ | Bache-JS.dk ‏ ___       | Bache-JS.dk ‏ ___ |
| ---------------- | ---------------------- | ---------------- |
| م                | عداء                   | مرتبة            |
| 231              | Karl Hjøllund Klinge ‏  | 102              |
| 232              | Lauge Woer‏             | 101              |
| 233              | Markus Klitgaard Bugge‏ | لم يكمل السباق   |
| 234              | Ruben Zilas Larsen‏     | 108              |
| 235              | نيكلاس بيديرسين ‏       | 5                |
| 236              | Jeppe Andreasen‏        | 73               |

| The Cycling Academy Race Team‏ ___ | The Cycling Academy Race Team‏ ___ | The Cycling Academy Race Team‏ ___ |
| --------------------------------- | --------------------------------- | --------------------------------- |
| م                                 | عداء                              | مرتبة                             |
| 241                               | Ciaran McSherry‏                   | لم يبدأ                           |
| 242                               | Angus Joshi‏                       | لم يكمل السباق                    |
| 243                               | Gregor McArthur‏                   | لم يكمل السباق                    |
| 244                               | Ben Flanagan‏                      | لم يكمل السباق                    |
| 245                               | Thomas Gelati‏                     | لم يكمل السباق                    |
| 246                               | Yuval Tsahor‏                      | لم يبدأ                           |

| WPGA Amsterdam Racing Academy‏ ___ | WPGA Amsterdam Racing Academy‏ ___ | WPGA Amsterdam Racing Academy‏ ___ |
| --------------------------------- | --------------------------------- | --------------------------------- |
| م                                 | عداء                              | مرتبة                             |
| 251                               | Hugo Kars‏                         | 52                                |
| 252                               | Bram Leerkes‏                      | 114                               |
| 253                               | Joost Nat‏                         | 21                                |
| 254                               | Niek Voogt ‏                       | 98                                |
| 255                               | Wessel Mouris ‏                    | 13                                |
| 256                               | Tjalle de Bruin‏                   | 43                                |

| Team SmartDry‏ ___ | Team SmartDry‏ ___          | Team SmartDry‏ ___ |
| ----------------- | -------------------------- | ----------------- |
| م                 | عداء                       | مرتبة             |
| 261               | Christian Gorm Albrechtsen‏ | لم يبدأ           |
| 262               | Keegan Hornblow ‏           | 106               |
| 263               | Riley Fleming‏              | لم يبدأ           |
| 264               | Ari Scott‏                  | 105               |
| 265               | Adam Ward‏                  | 107               |
| 266               | Andrew Lydic‏               | 120               |

| Give Elementer ‏ ___ | Give Elementer ‏ ___    | Give Elementer ‏ ___ |
| ------------------- | ---------------------- | ------------------- |
| م                   | عداء                   | مرتبة               |
| 271                 | Martin Szokody ‏        | لم يكمل السباق      |
| 272                 | Daniel Eriksen‏         | 99                  |
| 273                 | Gustav Frederik Dahl ‏  | 30                  |
| 274                 | Jeppe Falk-Kristensen ‏ | لم يكمل السباق      |
| 275                 | Jakob Bødker‏           | 100                 |
| 276                 | Jeppe Tolbøll‏          | 123                 |

| Tønsberg CK Elite‏ ___ | Tønsberg CK Elite‏ ___          | Tønsberg CK Elite‏ ___ |
| --------------------- | ------------------------------ | --------------------- |
| م                     | عداء                           | مرتبة                 |
| 281                   | Sondre Peder Kristensen ‏       | لم يكمل السباق        |
| 282                   | Anton Stensby ‏                 | 22                    |
| 283                   | Vebjørn Rønning ‏               | 80                    |
| 284                   | Aleksander Andersen Skjelbred ‏ | 57                    |
| 285                   | Kasper Steen Enstad ‏           | 83                    |
| 286                   | Jon Rye-Johnsen ‏               | 33                    |

| أونو-إكس موبيليتي ‏ UXT | أونو-إكس موبيليتي ‏ UXT  | أونو-إكس موبيليتي ‏ UXT |
| ---------------------- | ----------------------- | ---------------------- |
| م                      | عداء                    | مرتبة                  |
| 1                      | Jacob Hindsgaul Madsen ‏ | 11                     |
| 2                      | Fredrik Dversnes ‏       | 31                     |
| 3                      | Morten Hulgaard ‏        | 72                     |
| 4                      | William Blume Levy ‏     | 87                     |
| 5                      | لاسي نورمان هانسن       | 17                     |
| 6                      | Kristian Kulset ‏        | 131                    |

| فريق الدنمارك لركوب الدراجات للرجال 2022 ‏ DEN | فريق الدنمارك لركوب الدراجات للرجال 2022 ‏ DEN | فريق الدنمارك لركوب الدراجات للرجال 2022 ‏ DEN |
| --------------------------------------------- | --------------------------------------------- | --------------------------------------------- |
| م                                             | عداء                                          | مرتبة                                         |
| 21                                            | مادس بيدرسن                                   | 1                                             |
| 22                                            | Mathias Norsgaard ‏                            | 32                                            |
| 23                                            | Johan Price-Pejtersen ‏                        | 79                                            |
| 24                                            | Mattias Nordal ‏                               | 61                                            |
| 25                                            | Kasper Andersen (cyclist) ‏                    | 82                                            |
| 26                                            | Tobias Lund Andresen ‏                         | 130                                           |

| كولوكويك للدراجات ‏ TCQ | كولوكويك للدراجات ‏ TCQ    | كولوكويك للدراجات ‏ TCQ |
| ---------------------- | ------------------------- | ---------------------- |
| م                      | عداء                      | مرتبة                  |
| 31                     | Sebastian Kolze Changizi ‏ | 3                      |
| 32                     | Oliver Søndergaard ‏       | 134                    |
| 33                     | Simon Bak ‏                | 19                     |
| 34                     | ماتياس مالمبيرغ ‏          | 75                     |
| 35                     | Lukas Lund Sørensen ‏      | لم يبدأ                |
| 36                     | مادس أندرسن ‏              | لم يبدأ                |

| بي إتش إس - بل بيتون بورنهولم ‏ BPC | بي إتش إس - بل بيتون بورنهولم ‏ BPC | بي إتش إس - بل بيتون بورنهولم ‏ BPC |
| ---------------------------------- | ---------------------------------- | ---------------------------------- |
| م                                  | عداء                               | مرتبة                              |
| 41                                 | Frederik Irgens Jensen ‏            | 27                                 |
| 42                                 | Mads Rahbek ‏                       | 46                                 |
| 43                                 | Rasmus Søjberg Pedersen ‏           | 14                                 |
| 44                                 | Nikolaj Mengel ‏                    | 58                                 |
| 45                                 | Sebastian Ryttersgaard ‏            | 20                                 |
| 46                                 | Emil Schandorff Iwersen ‏           | 54                                 |

| ريستورانت سوري كارل راس ‏ GSH | ريستورانت سوري كارل راس ‏ GSH | ريستورانت سوري كارل راس ‏ GSH |
| ---------------------------- | ---------------------------- | ---------------------------- |
| م                            | عداء                         | مرتبة                        |
| 51                           | ماثياس لارسن ‏                | 4                            |
| 52                           | Tobias Kongstad ‏             | 64                           |
| 53                           | Rasmus Bøgh Wallin ‏          | 34                           |
| 54                           | Magnus Bak Klaris ‏           | لم يكمل السباق               |
| 55                           | Christian Lindquist ‏         | 9                            |
| 56                           | Oliver Knudsen ‏              | 51                           |

| فريق ريوال للدراجات ‏ RIW | فريق ريوال للدراجات ‏ RIW | فريق ريوال للدراجات ‏ RIW |
| ------------------------ | ------------------------ | ------------------------ |
| م                        | عداء                     | مرتبة                    |
| 61                       | Martijn Budding ‏         | 12                       |
| 62                       | Elmar Reinders ‏          | 2                        |
| 63                       | Alexander Salby ‏         | 65                       |
| 64                       | Søren Vosgerau ‏          | لم يبدأ                  |
| 65                       | Morten Nørtoft ‏          | 44                       |
| 66                       | Kasper Viberg Søgaard ‏   | لم يبدأ                  |

| Team Skyline ‏ TSL | Team Skyline ‏ TSL | Team Skyline ‏ TSL |
| ----------------- | ----------------- | ----------------- |
| م                 | عداء              | مرتبة             |
| 71                | Wolfgang Brandl ‏  | 28                |
| 72                | Clayton Travis‏    | 56                |
| 73                | Joseph Lupien‏     | 111               |
| 74                | René Corella ‏     | لم يكمل السباق    |
| 75                | Nick Kleban‏       | 47                |
| 76                | Trevor August‏     | 109               |

| Kaunas Cycling Team ‏ KCC | Kaunas Cycling Team ‏ KCC | Kaunas Cycling Team ‏ KCC |
| ------------------------ | ------------------------ | ------------------------ |
| م                        | عداء                     | مرتبة                    |
| 81                       | Venantas Lašinis ‏        | 25                       |
| 82                       | Aristidas Kelmelis‏       | لم يكمل السباق           |
| 83                       | Mantas Balčiūnas‏         | 125                      |
| 84                       | Gustas Raugala ‏          | 113                      |
| 85                       | Artūras Kazakevičius‏     | 126                      |
| 86                       | Martynas Tomkus‏          | لم يكمل السباق           |

| موتالا سيرنك أليبايك ‏ MSA | موتالا سيرنك أليبايك ‏ MSA | موتالا سيرنك أليبايك ‏ MSA |
| ------------------------- | ------------------------- | ------------------------- |
| م                         | عداء                      | مرتبة                     |
| 91                        | Jacob Ahlsson ‏            | 119                       |
| 92                        | Filip Mård ‏               | 121                       |
| 93                        | Lukas Vernersson ‏         | 45                        |
| 94                        | Linus Kvist ‏              | 69                        |
| 95                        | Hugo Lennartsson ‏         | لم يكمل السباق            |
| 96                        | Samuel Lord‏               | 115                       |

| Mazowsze Serce Polski ‏ MSP | Mazowsze Serce Polski ‏ MSP  | Mazowsze Serce Polski ‏ MSP |
| -------------------------- | --------------------------- | -------------------------- |
| م                          | عداء                        | مرتبة                      |
| 101                        | Piotr Brożyna ‏              | 36                         |
| 102                        | Marcin Budziński (cyclist) ‏ | 6                          |
| 103                        | Tomasz Budziński ‏           | 29                         |
| 104                        | Mateusz Gajdulewicz ‏        | 48                         |
| 105                        | Kacper Gieryk ‏              | لم يكمل السباق             |
| 106                        | Adam Stachowiak (cyclist) ‏  | 103                        |

| Parkhotel Valkenburg CT ‏ ABC | Parkhotel Valkenburg CT ‏ ABC | Parkhotel Valkenburg CT ‏ ABC |
| ---------------------------- | ---------------------------- | ---------------------------- |
| م                            | عداء                         | مرتبة                        |
| 111                          | Luke Verburg‏                 | 67                           |
| 112                          | Joren Bloem ‏                 | 7                            |
| 113                          | Mel van der Veekens ‏         | لم يبدأ                      |
| 114                          | كالوم مكليود‏                 | 62                           |
| 115                          | Lars Loohuis‏                 | 15                           |
| 116                          | Mike Schuch‏                  | 24                           |

| توبفوركس لابيير ‏ ATT | توبفوركس لابيير ‏ ATT | توبفوركس لابيير ‏ ATT |
| -------------------- | -------------------- | -------------------- |
| م                    | عداء                 | مرتبة                |
| 121                  | Jiří Petruš‏          | لم يبدأ              |
| 122                  | Petr Klabouch‏        | 50                   |
| 123                  | Miká Heming ‏         | 84                   |
| 124                  | Matěj Stránský ‏      | 39                   |
| 125                  | Matúš Štoček ‏        | 78                   |
| 126                  | Tomáš Bárta ‏         | 49                   |

| Team Kjekkas Elite‏ ___ | Team Kjekkas Elite‏ ___ | Team Kjekkas Elite‏ ___ |
| ---------------------- | ---------------------- | ---------------------- |
| م                      | عداء                   | مرتبة                  |
| 131                    | Anders Bjørgeengen‏     | 110                    |
| 132                    | Jørgen Korstad‏         | 122                    |
| 133                    | Kristian Klevgård ‏     | 16                     |
| 134                    | Kristoffer Skjerping ‏  | 93                     |
| 135                    | Magnus Frydenlund ‏     | لم يبدأ                |

| Diftar Continental Cyclingteam ‏ ALQ | Diftar Continental Cyclingteam ‏ ALQ | Diftar Continental Cyclingteam ‏ ALQ |
| ----------------------------------- | ----------------------------------- | ----------------------------------- |
| م                                   | عداء                                | مرتبة                               |
| 141                                 | Tim Bierkens‏                        | 95                                  |
| 142                                 | Mike Bronswijk‏                      | 18                                  |
| 143                                 | Aden Paterson‏                       | 23                                  |
| 144                                 | Lars Rouffaer ‏                      | 66                                  |
| 145                                 | Mike Vliek‏                          | 70                                  |
| 146                                 | Lars van Uum‏                        | 91                                  |

| Voltas Cycling Team ‏ VCT | Voltas Cycling Team ‏ VCT | Voltas Cycling Team ‏ VCT |
| ------------------------ | ------------------------ | ------------------------ |
| م                        | عداء                     | مرتبة                    |
| 151                      | Darijus Džervus ‏         | 125                      |
| 152                      | Jokūbas Zdanevičius‏      | 118                      |
| 153                      | Mindaugas Striška ‏       | لم يكمل السباق           |
| 154                      | Edgaras Kovaliovas ‏      | لم يكمل السباق           |
| 155                      | Mantas Staliūnas‏         | 92                       |

| دوكلا بانسكا بيستريتسا ‏ DKB | دوكلا بانسكا بيستريتسا ‏ DKB | دوكلا بانسكا بيستريتسا ‏ DKB |
| --------------------------- | --------------------------- | --------------------------- |
| م                           | عداء                        | مرتبة                       |
| 161                         | Samuel Tuka‏                 | 88                          |
| 162                         | مارتن هارينغ ‏               | 128                         |
| 163                         | Patrik Tybor ‏               | 117                         |
| 164                         | Lukáš Kubiš ‏                | 10                          |
| 165                         | Adam Foltán ‏                | 63                          |
| 166                         | Pavol Rovder‏                | 132                         |

| Team Nyt Syn powered by Fialla ‏ ___ | Team Nyt Syn powered by Fialla ‏ ___ | Team Nyt Syn powered by Fialla ‏ ___ |
| ----------------------------------- | ----------------------------------- | ----------------------------------- |
| م                                   | عداء                                | مرتبة                               |
| 171                                 | راسموس بيدرسن                       | 53                                  |
| 172                                 | Arne Birkemose ‏                     | لم يبدأ                             |
| 173                                 | Ian Millennium‏                      | 129                                 |
| 174                                 | Silas Bolund Falkø‏                  | 133                                 |
| 175                                 | Bjørn Andreassen ‏                   | 81                                  |
| 176                                 | Emil Tønnesen‏                       | 90                                  |

| Team Sparekassen Danmark Aalborg ‏ ___ | Team Sparekassen Danmark Aalborg ‏ ___ | Team Sparekassen Danmark Aalborg ‏ ___ |
| ------------------------------------- | ------------------------------------- | ------------------------------------- |
| م                                     | عداء                                  | مرتبة                                 |
| 181                                   | Jacob Gye Madsen ‏                     | 94                                    |
| 182                                   | William Wisholm ‏                      | 8                                     |
| 183                                   | Dennis Lock ‏                          | 86                                    |
| 184                                   | Morten Gadgaard ‏                      | لم يكمل السباق                        |
| 185                                   | Oscar Munk-Olsen ‏                     | 41                                    |
| 186                                   | Thomas Koldkjær Decker‏                | 71                                    |

| Herning CK Elite Biemme Danmark ‏ ___ | Herning CK Elite Biemme Danmark ‏ ___ | Herning CK Elite Biemme Danmark ‏ ___ |
| ------------------------------------ | ------------------------------------ | ------------------------------------ |
| م                                    | عداء                                 | مرتبة                                |
| 191                                  | Andreas Brandt Aidel ‏                | 38                                   |
| 192                                  | Nicolai Bujakewitz Kristensen‏        | 55                                   |
| 193                                  | Jonas Nordal Jakobsen‏                | 68                                   |
| 194                                  | Daniel Lyhne ‏                        | 97                                   |
| 195                                  | Carl Voldbjerg‏                       | لم يكمل السباق                       |
| 196                                  | Jonas Birk Madsen‏                    | 42                                   |

| CO:PLAY-Giant Store ‏ ___ | CO:PLAY-Giant Store ‏ ___ | CO:PLAY-Giant Store ‏ ___ |
| ------------------------ | ------------------------ | ------------------------ |
| م                        | عداء                     | مرتبة                    |
| 201                      | Mikkel Øritsland ‏        | 59                       |
| 202                      | Daniel Lemvig Lond ‏      | 37                       |
| 203                      | Emil Hyllested‏           | 104                      |
| 204                      | Mathias Matz ‏            | 35                       |
| 205                      | Jaspar Lonsdale ‏         | 96                       |
| 206                      | Kristian Siig Hessel‏     | 85                       |

| Georg Berg ‏ ___ | Georg Berg ‏ ___        | Georg Berg ‏ ___ |
| --------------- | ---------------------- | --------------- |
| م               | عداء                   | مرتبة           |
| 211             | Oskar Winkler ‏         | 112             |
| 212             | Magnus Bächler ‏        | 40              |
| 213             | Niklas Hornshøj‏        | لم يكمل السباق  |
| 214             | Jacob Schebye ‏         | 26              |
| 215             | Mads Schelde Berg ‏     | لم يكمل السباق  |
| 216             | Anders Bjørn Jørgensen‏ | 127             |

| IBT-BH Carl Ras ‏ ___ | IBT-BH Carl Ras ‏ ___    | IBT-BH Carl Ras ‏ ___ |
| -------------------- | ----------------------- | -------------------- |
| م                    | عداء                    | مرتبة                |
| 221                  | Frederik Thomsen ‏       | 74                   |
| 222                  | Marckus Njor ‏           | 77                   |
| 223                  | Sebastian Andreasson ‏   | 60                   |
| 224                  | Kasper Due Kaspersen‏    | 89                   |
| 225                  | Nicholas Thorøe-Hansen ‏ | 76                   |
| 226                  | Thorolf Rønhede‏         | 116                  |

| Bache-JS.dk ‏ ___ | Bache-JS.dk ‏ ___       | Bache-JS.dk ‏ ___ |
| ---------------- | ---------------------- | ---------------- |
| م                | عداء                   | مرتبة            |
| 231              | Karl Hjøllund Klinge ‏  | 102              |
| 232              | Lauge Woer‏             | 101              |
| 233              | Markus Klitgaard Bugge‏ | لم يكمل السباق   |
| 234              | Ruben Zilas Larsen‏     | 108              |
| 235              | نيكلاس بيديرسين ‏       | 5                |
| 236              | Jeppe Andreasen‏        | 73               |

| The Cycling Academy Race Team‏ ___ | The Cycling Academy Race Team‏ ___ | The Cycling Academy Race Team‏ ___ |
| --------------------------------- | --------------------------------- | --------------------------------- |
| م                                 | عداء                              | مرتبة                             |
| 241                               | Ciaran McSherry‏                   | لم يبدأ                           |
| 242                               | Angus Joshi‏                       | لم يكمل السباق                    |
| 243                               | Gregor McArthur‏                   | لم يكمل السباق                    |
| 244                               | Ben Flanagan‏                      | لم يكمل السباق                    |
| 245                               | Thomas Gelati‏                     | لم يكمل السباق                    |
| 246                               | Yuval Tsahor‏                      | لم يبدأ                           |

| WPGA Amsterdam Racing Academy‏ ___ | WPGA Amsterdam Racing Academy‏ ___ | WPGA Amsterdam Racing Academy‏ ___ |
| --------------------------------- | --------------------------------- | --------------------------------- |
| م                                 | عداء                              | مرتبة                             |
| 251                               | Hugo Kars‏                         | 52                                |
| 252                               | Bram Leerkes‏                      | 114                               |
| 253                               | Joost Nat‏                         | 21                                |
| 254                               | Niek Voogt ‏                       | 98                                |
| 255                               | Wessel Mouris ‏                    | 13                                |
| 256                               | Tjalle de Bruin‏                   | 43                                |

| Team SmartDry‏ ___ | Team SmartDry‏ ___          | Team SmartDry‏ ___ |
| ----------------- | -------------------------- | ----------------- |
| م                 | عداء                       | مرتبة             |
| 261               | Christian Gorm Albrechtsen‏ | لم يبدأ           |
| 262               | Keegan Hornblow ‏           | 106               |
| 263               | Riley Fleming‏              | لم يبدأ           |
| 264               | Ari Scott‏                  | 105               |
| 265               | Adam Ward‏                  | 107               |
| 266               | Andrew Lydic‏               | 120               |

| Give Elementer ‏ ___ | Give Elementer ‏ ___    | Give Elementer ‏ ___ |
| ------------------- | ---------------------- | ------------------- |
| م                   | عداء                   | مرتبة               |
| 271                 | Martin Szokody ‏        | لم يكمل السباق      |
| 272                 | Daniel Eriksen‏         | 99                  |
| 273                 | Gustav Frederik Dahl ‏  | 30                  |
| 274                 | Jeppe Falk-Kristensen ‏ | لم يكمل السباق      |
| 275                 | Jakob Bødker‏           | 100                 |
| 276                 | Jeppe Tolbøll‏          | 123                 |

| Tønsberg CK Elite‏ ___ | Tønsberg CK Elite‏ ___          | Tønsberg CK Elite‏ ___ |
| --------------------- | ------------------------------ | --------------------- |
| م                     | عداء                           | مرتبة                 |
| 281                   | Sondre Peder Kristensen ‏       | لم يكمل السباق        |
| 282                   | Anton Stensby ‏                 | 22                    |
| 283                   | Vebjørn Rønning ‏               | 80                    |
| 284                   | Aleksander Andersen Skjelbred ‏ | 57                    |
| 285                   | Kasper Steen Enstad ‏           | 83                    |
| 286                   | Jon Rye-Johnsen ‏               | 33                    |

## التصنيف العام النهائي
| التصنيف العام         | التصنيف العام               | التصنيف العام | التصنيف العام                             | التصنيف العام |
| العداء                | العداء                      | البلد         | الفريق                                    | الوقت         |
| --------------------- | --------------------------- | ------------- | ----------------------------------------- | ------------- |
| 1                     | مادس بيدرسن                 | الدنمارك      | فريق الدنمارك لركوب الدراجات للرجال 2022 ‏ | 3 س 38 د 09 ث |
| 2                     | Elmar Reinders ‏             | هولندا        | فريق ريوال للدراجات ‏                      | + 0 ث         |
| 3                     | Sebastian Kolze Changizi ‏   | الدنمارك      | كولوكويك للدراجات ‏                        | + 0 ث         |
| 4                     | ماثياس لارسن ‏               | الدنمارك      | ريستورانت سوري كارل راس ‏                  | + 0 ث         |
| 5                     | نيكلاس بيديرسين ‏            | الدنمارك      | Bache-JS.dk ‏                              | + 0 ث         |
| 6                     | Marcin Budziński (cyclist) ‏ | بولندا        | Mazowsze Serce Polski ‏                    | + 2 ث         |
| 7                     | Joren Bloem ‏                | هولندا        | Parkhotel Valkenburg CT ‏                  | + 2 ث         |
| 8                     | William Wisholm ‏            | الدنمارك      | Team Sparekassen Danmark Aalborg ‏         | + 2 ث         |
| 9                     | Christian Lindquist ‏        | الدنمارك      | ريستورانت سوري كارل راس ‏                  | + 2 ث         |
| 10                    | Lukáš Kubiš ‏                | سلوفاكيا      | دوكلا بانسكا بيستريتسا ‏                   | + 5 ث         |
| مصدر: ProCyclingStats |                             |               |                                           |               |

## وصلات خارجية
- الموقع الرسمي
- لمحة عن سباق طواف فين 2022 على موقع  ProCyclingStats   (برو  سايكلنج  ستاتس) - إحصاءات  محترفي  الدراجات.
- طواف فين 2022 على موقع إحصائيات الدراجات الإحترافية (الإنجليزية)